# Чарнко, Евгений Владимирович

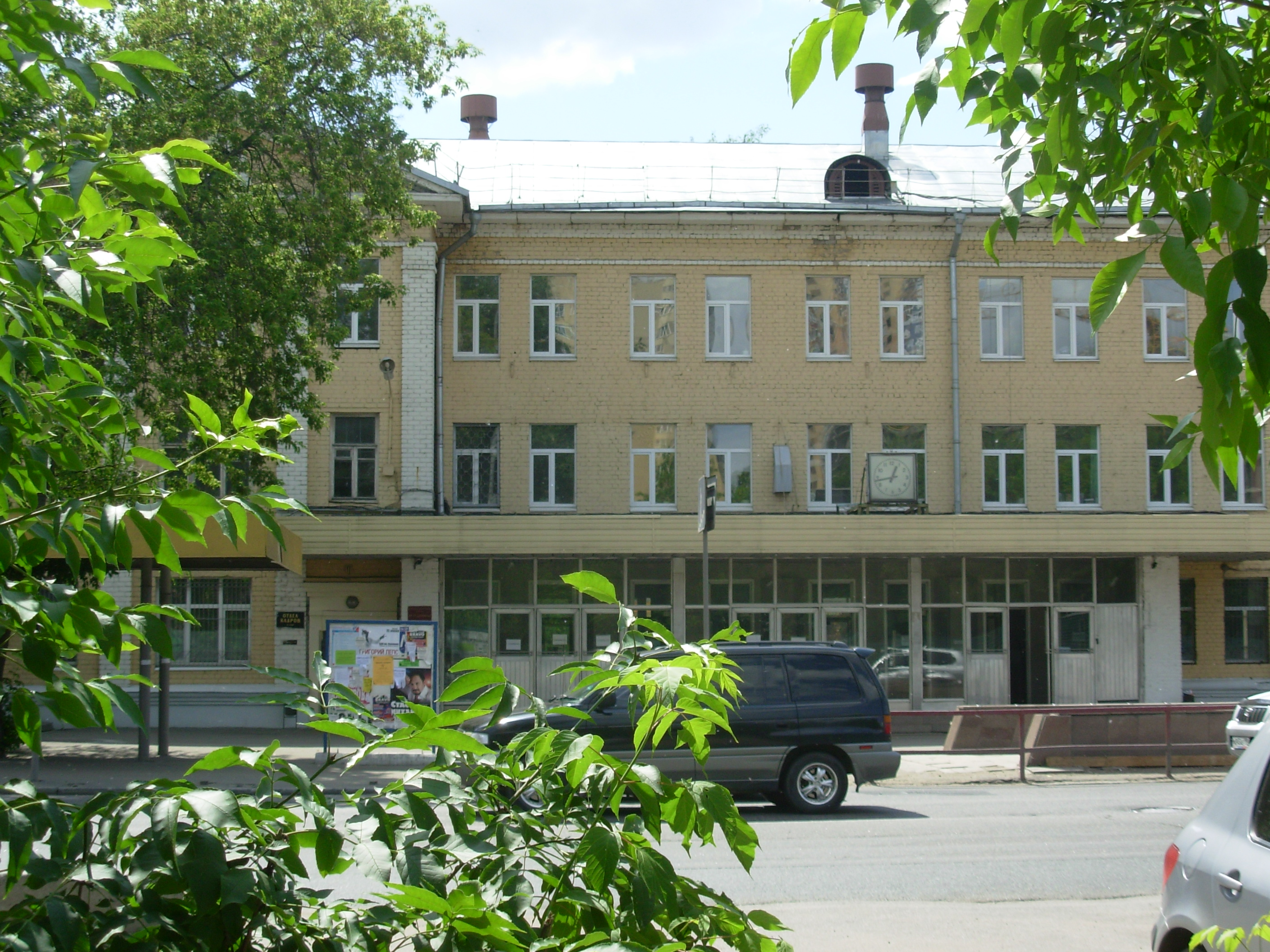
Проходная НИИ-88 (ЦНИИмаш) на Пионерской улице, 2011 год.

Евгений Владимирович Чарнко́ (1902—1974) — главный конструктор КБ-10 НИИ-88 (ЦНИИмаш), выдающийся конструктор артиллерийского вооружения и ракетной техники. Лауреат Сталинской премии.

## Биография
Родился 16 (29 марта) 1902 года.
- 1938 — на Заводе № 8 имени М. И. Калинина совместно с И. А. Комарицким и Л. В. Люльевым создал опытный образец 37-мм автоматической зенитной пушки, получившей индекс 100-К. Ввиду конструктивных недостатков пушка не была принята на вооружение.
- 1940 год — конструктор образцов артиллерийского вооружения.
- 1940 год — 1949 годы — Главный конструктор ОКБ — Лаборатории № 46 (ОКБЛ-46).
- 1949 год — Начальник и Главный Конструктор ОКБ-10 НИИ-88.

С этого времени начинается совместная работа С. П. Королёва и Е. В. Чарнко. По предложению Сергея Павловича Евгений Владимирович стал заниматься подводным стартом ракет и впервые осуществил подводные пуски баллистической ракеты дальнего действия с работающими двигателями.
Умер 3 мая 1974 года. Похоронен в Москве в колумбарии Новодевичьего кладбища.

## Награды и премии

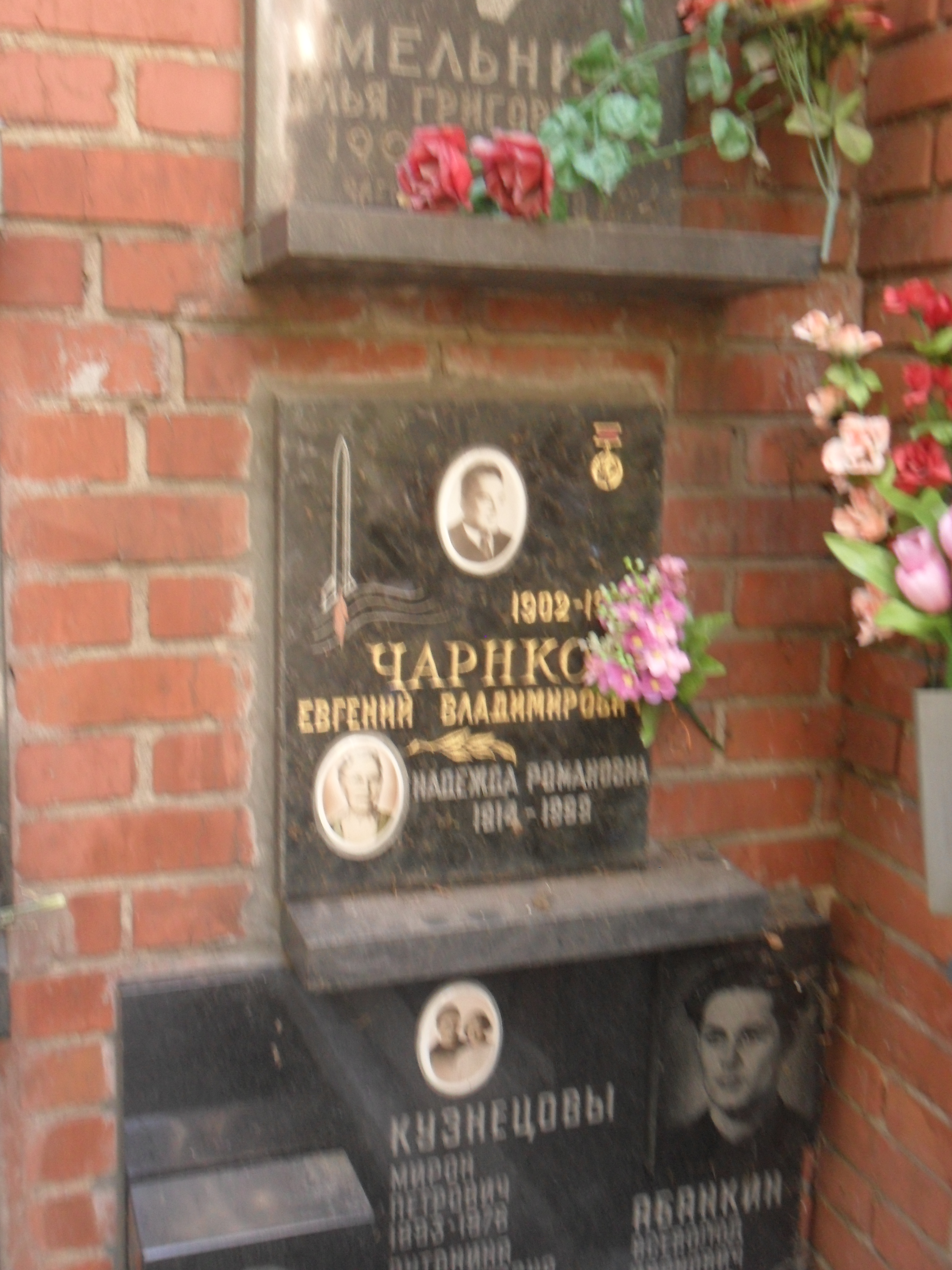
Плита колумбария Чарнко на Новодевичьем кладбище Москвы.

- Сталинская премия третьей степени (1951) — за работу в области машиностроения
- два ордена Трудового Красного Знамени.
- орден Красной Звезды.
- орден «Знак Почёта».
- Медаль «За трудовую доблесть» (14.01.1940 — «за успешное выполнение задания правительства в области улучшения вооружения Красной Армии»)